# Résultats électoraux de Hull
Les résultats électoraux de Hull depuis la création de la nouvelle circonscription en 1973 sont inscrits dans les tableaux ci-dessous. Cette circonscription est constituée d'une partie de la circonscription précédente de Gatineau d'une partie de la circonscription précédente de Hull. Les résultats donnés sont conformes à ceux donnés par le Directeur général des élections du Québec.
| Aller aux résultats d'une élection |
| --- |
| 1973 • 1976 • 1981 • 1985 • 1989 (partielle) • 1989 • 1994 • 1998 • 2003 • 2007 • 2008 (partielle) • 2008 (générale) • 2012 • 2014 • 2018 • 2022 |

## Résultats électoraux

### Évolution pour les principaux partis
| |
| - Parti libéral - Union nationale (ancien) - Parti québécois - Crédit social (ancien) - Action démocratique (ancien) - Québec solidaire - Coalition avenir - Parti conservateur |

### Résultats détaillés
|                                                                                               | Nom                          | Parti            | Nombre de voix | %      | Maj.  |
| --------------------------------------------------------------------------------------------- | ---------------------------- | ---------------- | -------------- | ------ | ----- |
|                                                                                               | Suzanne Tremblay             | Coalition avenir | 11 060         | 34,6 % | 2 784 |
|                                                                                               | Maryse Gaudreault (sortante) | Libéral          | 8 276          | 25,9 % | -     |
|                                                                                               | Mathieu Perron-Dufour        | Québec solidaire | 6 623          | 20,7 % | -     |
|                                                                                               | Camille Pellerin-Forget      | Parti québécois  | 3 122          | 9,8 %  | -     |
|                                                                                               | Lise Couture                 | Conservateur     | 2 189          | 6,9 %  | -     |
|                                                                                               | Rachid Jemmah                | Vert             | 655            | 2,1 %  | -     |
| Total                                                                                         | Total                        | Total            | 31 925         | 100 %  |       |
| Le taux de participation lors de l'élection était de 57,9 % et 375 bulletins ont été rejetés. |                              |                  |                |        |       |

|                                                                                               | Nom                          | Parti               | Nombre de voix | %      | Maj.  |
| --------------------------------------------------------------------------------------------- | ---------------------------- | ------------------- | -------------- | ------ | ----- |
|                                                                                               | Maryse Gaudreault (sortante) | Libéral             | 10 519         | 33,8 % | 2 281 |
|                                                                                               | Rachel Bourdon               | Coalition avenir    | 8 238          | 26,4 % | -     |
|                                                                                               | Benoit Renaud                | Québec solidaire    | 5 764          | 18,5 % | -     |
|                                                                                               | Marysa Nadeau                | Parti québécois     | 4 238          | 13,6 % | -     |
|                                                                                               | Patricia Pilon               | Vert                | 1 099          | 3,5 %  | -     |
|                                                                                               | Nichola St-Jean              | NPD Québec          | 721            | 2,3 %  | -     |
|                                                                                               | Jean-Philippe Chaussé        | Conservateur        | 454            | 1,5 %  | -     |
|                                                                                               | Marco Jetté                  | Citoyens au pouvoir | 69             | 0,2 %  | -     |
|                                                                                               | Pierre Soublière             | Marxiste-léniniste  | 56             | 0,2 %  | -     |
| Total                                                                                         | Total                        | Total               | 31 158         | 100 %  |       |
| Le taux de participation lors de l'élection était de 57,6 % et 411 bulletins ont été rejetés. |                              |                     |                |        |       |

|                                                                                               | Nom                         | Parti              | Nombre de voix | %      | Maj.   |
| --------------------------------------------------------------------------------------------- | --------------------------- | ------------------ | -------------- | ------ | ------ |
|                                                                                               | Maryse Gaudreault (sortant) | Libéral            | 18 213         | 55,2 % | 11 004 |
|                                                                                               | Gilles Aubé                 | Parti québécois    | 7 209          | 21,8 % | -      |
|                                                                                               | Benoit Renaud               | Québec solidaire   | 3 647          | 11 %   | -      |
|                                                                                               | Jean Bosco Citegetse        | Coalition avenir   | 3 609          | 10,9 % | -      |
|                                                                                               | Eid Harb                    | Option nationale   | 189            | 0,6 %  | -      |
|                                                                                               | Gabriel Girard Bernier      | Marxiste-léniniste | 146            | 0,4 %  | -      |
| Total                                                                                         | Total                       | Total              | 33 013         | 100 %  |        |
| Le taux de participation lors de l'élection était de 63,8 % et 532 bulletins ont été rejetés. |                             |                    |                |        |        |

|                                                                                               | Nom                         | Parti              | Nombre de voix | %      | Maj.  |
| --------------------------------------------------------------------------------------------- | --------------------------- | ------------------ | -------------- | ------ | ----- |
|                                                                                               | Maryse Gaudreault (sortant) | Libéral            | 13 179         | 39,5 % | 2 473 |
|                                                                                               | Gilles Aubé                 | Parti québécois    | 10 706         | 32,1 % | -     |
|                                                                                               | Étienne Boulrice            | Coalition avenir   | 5 323          | 15,9 % | -     |
|                                                                                               | Bill Clennett               | Québec solidaire   | 2 651          | 7,9 %  | -     |
|                                                                                               | Jozyam Ilsa Fontaine        | Vert               | 787            | 2,4 %  | -     |
|                                                                                               | Mikaël St-Louis             | Option nationale   | 288            | 0,9 %  | -     |
|                                                                                               | Marc Fiset                  | Parti nul          | 260            | 0,8 %  | -     |
|                                                                                               | Kamal Maghri                | Union citoyenne    | 119            | 0,4 %  | -     |
|                                                                                               | Gabriel Girard Bernier      | Marxiste-léniniste | 72             | 0,2 %  | -     |
| Total                                                                                         | Total                       | Total              | 33 385         | 100 %  |       |
| Le taux de participation lors de l'élection était de 65,2 % et 322 bulletins ont été rejetés. |                             |                    |                |        |       |

|                                                                                               | Nom                         | Parti                        | Nombre de voix | %      | Maj.  |
| --------------------------------------------------------------------------------------------- | --------------------------- | ---------------------------- | -------------- | ------ | ----- |
|                                                                                               | Maryse Gaudreault (sortant) | Libéral                      | 11 651         | 51,3 % | 4 110 |
|                                                                                               | Gilles Aubé                 | Parti québécois              | 7 541          | 33,2 % | -     |
|                                                                                               | Bill Clennett               | Québec solidaire             | 1 994          | 8,8 %  | -     |
|                                                                                               | Renée Gagné                 | Action démocratique          | 1 309          | 5,8 %  | -     |
|                                                                                               | Jean-Roch Villemaire        | Parti indépendantiste (2008) | 134            | 0,6 %  | -     |
|                                                                                               | Gabriel Girard-Bernier      | Marxiste-léniniste           | 97             | 0,4 %  | -     |
| Total                                                                                         | Total                       | Total                        | 22 726         | 100 %  |       |
| Le taux de participation lors de l'élection était de 47,7 % et 317 bulletins ont été rejetés. |                             |                              |                |        |       |

|                                                                                               | Nom                  | Parti                        | Nombre de voix | %      | Maj.  |
| --------------------------------------------------------------------------------------------- | -------------------- | ---------------------------- | -------------- | ------ | ----- |
|                                                                                               | Maryse Gaudreault    | Libéral                      | 7 403          | 45,2 % | 1 844 |
|                                                                                               | Gilles Aubé          | Parti québécois              | 5 559          | 33,9 % | -     |
|                                                                                               | Bill Clennett        | Québec solidaire             | 1 589          | 9,7 %  | -     |
|                                                                                               | Brian Gibb           | Vert                         | 1 185          | 7,2 %  | -     |
|                                                                                               | Jean-Philip Ruel     | Action démocratique          | 529            | 3,2 %  | -     |
|                                                                                               | Jean-Roch Villemaire | Parti indépendantiste (2008) | 111            | 0,7 %  | -     |
| Total                                                                                         | Total                | Total                        | 16 376         | 100 %  |       |
| Le taux de participation lors de l'élection était de 34,1 % et 128 bulletins ont été rejetés. |                      |                              |                |        |       |

|                                                                                               | Nom                     | Parti               | Nombre de voix | %      | Maj.  |
| --------------------------------------------------------------------------------------------- | ----------------------- | ------------------- | -------------- | ------ | ----- |
|                                                                                               | Roch Cholette (sortant) | Libéral             | 12 643         | 42,5 % | 5 528 |
|                                                                                               | Marcel Painchaud        | Parti québécois     | 7 115          | 23,9 % | -     |
|                                                                                               | François Lizotte        | Action démocratique | 5 071          | 17,1 % | -     |
|                                                                                               | Mélanie Perreault       | Vert                | 2 476          | 8,3 %  | -     |
|                                                                                               | Bill Clennett           | Québec solidaire    | 2 358          | 7,9 %  | -     |
|                                                                                               | Gabriel Girard-Bernier  | Marxiste-léniniste  | 67             | 0,2 %  | -     |
| Total                                                                                         | Total                   | Total               | 29 730         | 100 %  |       |
| Le taux de participation lors de l'élection était de 61,3 % et 237 bulletins ont été rejetés. |                         |                     |                |        |       |

|                                                                                               | Nom                     | Parti               | Nombre de voix | %      | Maj.  |
| --------------------------------------------------------------------------------------------- | ----------------------- | ------------------- | -------------- | ------ | ----- |
|                                                                                               | Roch Cholette (sortant) | Libéral             | 16 262         | 57,3 % | 9 028 |
|                                                                                               | Raphaël Déry            | Parti québécois     | 7 234          | 25,5 % | -     |
|                                                                                               | Jean-François LaRue     | Action démocratique | 3 663          | 12,9 % | -     |
|                                                                                               | Denise Veilleux         | UFP                 | 677            | 2,4 %  | -     |
|                                                                                               | Stéphane Salko          | Bloc pot            | 305            | 1,1 %  | -     |
|                                                                                               | Maxime Gauld            | Indépendant         | 155            | 0,5 %  | -     |
|                                                                                               | Benoît Legros           | Marxiste-léniniste  | 72             | 0,3 %  | -     |
|                                                                                               | Gheorghe Irimia         | Indépendant         | 37             | 0,1 %  | -     |
| Total                                                                                         | Total                   | Total               | 28 405         | 100 %  |       |
| Le taux de participation lors de l'élection était de 58,5 % et 235 bulletins ont été rejetés. |                         |                     |                |        |       |

|                                                                                               | Nom                 | Parti                 | Nombre de voix | %      | Maj.  |
| --------------------------------------------------------------------------------------------- | ------------------- | --------------------- | -------------- | ------ | ----- |
|                                                                                               | Roch Cholette       | Libéral               | 18 873         | 59,3 % | 8 682 |
|                                                                                               | Jacques Dupont      | Parti québécois       | 10 191         | 32 %   | -     |
|                                                                                               | Mark Buzan          | Action démocratique   | 2 126          | 6,7 %  | -     |
|                                                                                               | Marc Bonhomme       | Démocratie socialiste | 291            | 0,9 %  | -     |
|                                                                                               | Rita Bouchard       | Loi naturelle         | 266            | 0,8 %  | -     |
|                                                                                               | Mathieu Henri Jetté | Marxiste-léniniste    | 78             | 0,2 %  | -     |
| Total                                                                                         | Total               | Total                 | 31 825         | 100 %  |       |
| Le taux de participation lors de l'élection était de 70,9 % et 366 bulletins ont été rejetés. |                     |                       |                |        |       |

|                                                                                               | Nom                     | Parti                | Nombre de voix | %      | Maj.  |
| --------------------------------------------------------------------------------------------- | ----------------------- | -------------------- | -------------- | ------ | ----- |
|                                                                                               | Robert LeSage (sortant) | Libéral              | 19 184         | 56,6 % | 5 237 |
|                                                                                               | Michel Légère           | Parti québécois      | 13 947         | 41,1 % | -     |
|                                                                                               | Denis Patenaude         | Parti citron         | 452            | 1,3 %  | -     |
|                                                                                               | Michel Dubois           | Loi naturelle        | 231            | 0,7 %  | -     |
|                                                                                               | Harold Quesnel          | République du Canada | 56             | 0,2 %  | -     |
|                                                                                               | Françoise Roy           | Marxiste-léniniste   | 46             | 0,1 %  | -     |
| Total                                                                                         | Total                   | Total                | 33 916         | 100 %  |       |
| Le taux de participation lors de l'élection était de 78,3 % et 291 bulletins ont été rejetés. |                         |                      |                |        |       |

|                                                                                               | Nom               | Parti              | Nombre de voix | %      | Maj.  |
| --------------------------------------------------------------------------------------------- | ----------------- | ------------------ | -------------- | ------ | ----- |
|                                                                                               | Robert LeSage     | Libéral            | 13 980         | 55,3 % | 4 546 |
|                                                                                               | Marcel Villeneuve | Parti québécois    | 9 434          | 37,3 % | -     |
|                                                                                               | Glen E.P. Kealey  | Parti Unité        | 751            | 3 %    | -     |
|                                                                                               | Charles Rheault   | NPD Québec         | 673            | 2,7 %  | -     |
|                                                                                               | Denis Patenaude   | Parti citron       | 391            | 1,5 %  | -     |
|                                                                                               | Pierre Soublière  | Marxiste-léniniste | 72             | 0,3 %  | -     |
| Total                                                                                         | Total             | Total              | 25 301         | 100 %  |       |
| Le taux de participation lors de l'élection était de 62,2 % et 279 bulletins ont été rejetés. |                   |                    |                |        |       |

|                                                                                               | Nom                     | Parti           | Nombre de voix | %      | Maj.  |
| --------------------------------------------------------------------------------------------- | ----------------------- | --------------- | -------------- | ------ | ----- |
|                                                                                               | Robert LeSage (sortant) | Libéral         | 9 223          | 67,2 % | 4 713 |
|                                                                                               | Paul Lemaire            | Parti québécois | 4 510          | 32,8 % | -     |
| Total                                                                                         | Total                   | Total           | 13 733         | 100 %  |       |
| Le taux de participation lors de l'élection était de 35,5 % et 291 bulletins ont été rejetés. |                         |                 |                |        |       |

|                                                                                               | Nom                        | Parti                | Nombre de voix | %      | Maj.  |
| --------------------------------------------------------------------------------------------- | -------------------------- | -------------------- | -------------- | ------ | ----- |
|                                                                                               | Gilles Rocheleau (sortant) | Libéral              | 16 375         | 61,1 % | 7 434 |
|                                                                                               | Gilles Morais              | Parti québécois      | 8 941          | 33,4 % | -     |
|                                                                                               | Serge Bernier              | NPD Québec           | 1 016          | 3,8 %  | -     |
|                                                                                               | Gemma Morissette           | Mouvement socialiste | 293            | 1,1 %  | -     |
|                                                                                               | Gilles Bourque             | Travailleurs         | 113            | 0,4 %  | -     |
|                                                                                               | Jacob Easter               | Socialisme chrétien  | 65             | 0,2 %  | -     |
| Total                                                                                         | Total                      | Total                | 26 803         | 100 %  |       |
| Le taux de participation lors de l'élection était de 65,5 % et 312 bulletins ont été rejetés. |                            |                      |                |        |       |

|                                                                                               | Nom                                     | Parti              | Nombre de voix | %      | Maj. |
| --------------------------------------------------------------------------------------------- | --------------------------------------- | ------------------ | -------------- | ------ | ---- |
|                                                                                               | Gilles Rocheleau                        | Libéral            | 15 572         | 49,8 % | 456  |
|                                                                                               | Jocelyne Villeneuve Ouellette (sortant) | Parti québécois    | 15 116         | 48,3 % | -    |
|                                                                                               | Jos McGovern                            | Union nationale    | 263            | 0,8 %  | -    |
|                                                                                               | Gilles Bourque                          | Travailleurs       | 153            | 0,5 %  | -    |
|                                                                                               | Gilles Bégin                            | Indépendant        | 96             | 0,3 %  | -    |
|                                                                                               | Marc Bonhomme                           | Communiste ouvrier | 59             | 0,2 %  | -    |
|                                                                                               | Pierre Soublière                        | Marxiste-léniniste | 35             | 0,1 %  | -    |
| Total                                                                                         | Total                                   | Total              | 31 294         | 100 %  |      |
| Le taux de participation lors de l'élection était de 80,2 % et 530 bulletins ont été rejetés. |                                         |                    |                |        |      |

|                                                                                             | Nom                           | Parti                 | Nombre de voix | %      | Maj. |
| ------------------------------------------------------------------------------------------- | ----------------------------- | --------------------- | -------------- | ------ | ---- |
|                                                                                             | Jocelyne Villeneuve Ouellette | Parti québécois       | 12 031         | 40,6 % | 2    |
|                                                                                             | Oswald Parent (sortant)       | Libéral               | 12 029         | 40,6 % | -    |
|                                                                                             | J.-Dieudonné dit Dan Brunet   | Union nationale       | 4 193          | 14,1 % | -    |
|                                                                                             | Yvon Larocque                 | Ralliement créditiste | 1 402          | 4,7 %  | -    |
| Total                                                                                       | Total                         | Total                 | 29 655         | 100 %  |      |
| Le taux de participation lors de l'élection était de 79 % et 881 bulletins ont été rejetés. |                               |                       |                |        |      |

|                                                                                             | Nom                     | Parti            | Nombre de voix | %      | Maj.  |
| ------------------------------------------------------------------------------------------- | ----------------------- | ---------------- | -------------- | ------ | ----- |
|                                                                                             | Oswald Parent (sortant) | Libéral          | 15 325         | 57,1 % | 7 107 |
|                                                                                             | Jean-Baptiste Bouchard  | Parti québécois  | 8 218          | 30,6 % | -     |
|                                                                                             | René Villeneuve         | Créditiste       | 2 402          | 8,9 %  | -     |
|                                                                                             | Louis-Marie Bourgoin    | Union nationale  | 587            | 2,2 %  | -     |
|                                                                                             | Raoul Gendron           | Sans désignation | 316            | 1,2 %  | -     |
| Total                                                                                       | Total                   | Total            | 26 848         | 100 %  |       |
| Le taux de participation lors de l'élection était de 69 % et 547 bulletins ont été rejetés. |                         |                  |                |        |       |